# جيرز أوف وور 4
جيرز أوف وور 4 (بالإنجليزية: Gears of War 4)‏ ، هي لعبة فيديو إلكترونية من نوع تصويب منظور الشخص الثالث صدرت في 11 أكتوبر سنة 2016م.

## قصة اللعبة
تدور أحداث هذا الجزء بعد 25 عام من دمار كوكب Sera بسبب الانهيار البركانى الذي أتى بسبب أسلحة الجرادة التي دمرت هي الأخرى على الكوكب، ولكن ما زالت الإنسانية تريد استخراج البترول المتواجد ببعض المناطق حتى تستطيع العيش، ولكن هناك وباء وله أثار كبيرة جدا تضر أي شخص على الكوكب، لذلك وضعت الحكومة المنصلحة حد لهذا الوباء بمنع ألاف البشر على كوكب Sera إلى الهبوط على الأرض مرة أخرى، وتم احاطة المدن ببناء يحمى المواطنين من أي أخطار خارجية، مما دعى الترس بإعلان الأحكام العرفية ومنع أي شخص من الخروج خارج أسوار المدينة، ولكن هناك بعض الناجين الذين يرفضون هذه القوانين ويسمون أنفسهم الغرباء Outsiders وهم يعيشون خارج سلطات الترس ويقومون بعمل بعض الهجمات على ارض الترس لتجميع المعلومات.

## التطوير
خلال مؤتمر لمايكروسوفت ستوديوز خلال إحدى مؤتمرات ال(E3), قام نائب الرئيس للشركة فيل سبينسير بتصريح بأن لعبة الفيديو جيرز أوف وور كانت فكرته.
تم الإعلان عن اللعبة وتقديمها لأول مرة في مؤتمر مايكروسوفت في معرض E3 2015 بحيث قدم Rod Fergusson جيم بلاى عن اللعبة وأعلن أنها ستعود لجذور السلسلة مع وجود ظلام وغموض حولها، كما أن تصميم المكان مأخوذ بالهام من شمال إيطاليا وان هذا الجزء سوف يدور بعد مرور 25 عام من أحداث الجزء الثالث وسيكون البطل هو JD ابن Marcus Fenix الذي يريد بناء مجتمع على كوكب Sera بعد تدميره، لذلك سنجد أن اللعبة تستعرض أسلحة حديثة مع وجود أعداء جديدة تشبه الطائرات بدون طيار مثل عدو سابق بالسلسلة مع وجود أعداء أخرى أكثر خطورة.

## أسلوب اللعبة
نوعية اللعبة مثل بقية السلسلة تعتمد على الاكشن والتصويب بمنظور الشخص الثالث الذي يظهر بشكل رائع جدا طوال السلسلة، كما أن هذا الجزء يعتمد على نفس أسلوب السلسلة وبنفس الاستراتيجيات في اللعب والأداء، مع وجود بعض الاختلافات البسيطة التي لا تذكر لأنها اختلافات عادية وليست جوهرية في تغير أسلوب اللعبة فالتغير أتى في البيئة والأعداء والأسلحة الجديدة المحسنة عن الأجزاء السابقة.
اللعبة تعتمد على ظهور نصف الشخصية تقريبا بمنظور الشخص الثالث مع تصويب دقيق بدائرة صغيرة تستطيع من خلالها التصويب على الأعداء بشكل رائع جدا، كما ستعتمد على مجموعة جديدة من الأسلحة الحديثة والمتطورة في قتال الأعداء، كما يمكننا أن نقوم بعمل هجوم المعركة على الأعداء بالسكين الخاص أو قتلهم أثناء وجدهم في التغطية بالانقضاض عليهم، ومازالت اللعبة تستخدم علامة النجمة في معرفة الطريق والأهداف التي تذهب إليها مع العلم أن اللعبة ليست لعبة عالم مفتوح ولكن بعض البيئات تكون مفتوحة على بعضها في ساحات المعركة.
التصويب سيأتي من خلف الكتف الأيمن أو الأيسر على حسب وجهت البطل في قتال الأعداء، كما تعتمد أيضا السلسلة على التغطية خلف الجدران والموانع المحصنة بحيث يمكنك التصويب من خلفها بشكل رائع جدا، كما يمكنك أن تطلق النار بشكل عشوائي من خلف التغطيات دون تصويب قوى وهذا في حالة إذا كان العدو قوى جدا وتريد أخذ استراحة في حالة إذا كنت مصاب، وأيضا نفس الأسلوب السابق في معالجة الفريق والصحة لدى البطل فسيكون معك فريق تقوم بمعالجة المصاب منهم أو هم يقومون بمعالجتك إذا كنت مصاب.
أيضا يمكنك المراوغة والقفز بعيدا عن الأعداء التي تنفجر بعد قتلها أو أن تبتعد عن ساحة المعركة مسرعا إلى أي تغطية، ويمكنك أن تنتقل من تغطية إلى أخرى بسرعة رائعة جدا مثل السابق، كما ستعرض اللعبة في هذا الجزء حالات الطقس المتغيرة من نسيم وصيف إلى حالات من الطقس المتقلب المصاحب للعواصف والأتربة التي سوف تؤثر عليك أثناء اللعبة وفي القتال، كما ستعرض اللعبة نمط اللعبة التعاونى لصديقين داخل قصة اللعبة والنمط المعروف متعدد اللاعبين عبر الإنترنت بشكل جديد وكله حماسة.